# Eumandya parva
Eumandya parva is een inktvissensoort uit de familie van de Sepiolidae. De wetenschappelijke naam van de soort werd voor het eerst geldig gepubliceerd in 1914 door Sasaki als Sepiola parva.